# Эль-Харраш
Эль-Харраш (араб. الحراش‎, фр. El-Harrach, во времена Французского Алжира — Мезо́н-Карре́, фр. Maison-Carrée) — коммуна на севере Алжира, на территории вилайета Алжир, административный центр одноимённого округа.

## Географическое положение
Коммуна находится в средней части вилайета, на высоте 10 метров над уровнем моря.
Коммуна непосредственно примыкает к столице страны и центра вилайета городу Алжиру и отстоит примерно на 14 километров от его центра.

## Демография
По состоянию на 2008 год население составляло 48 869 человек

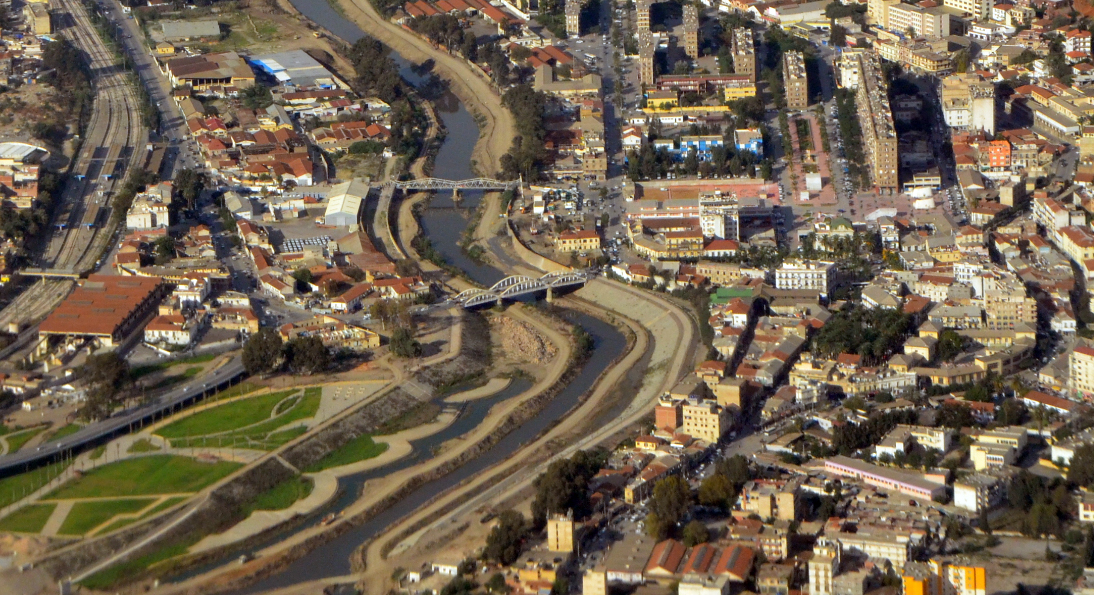
Панорама центра Эль-Харраша

| Динамика численности населения коммуны по годам: | Динамика численности населения коммуны по годам: | Динамика численности населения коммуны по годам: | Динамика численности населения коммуны по годам: | Динамика численности населения коммуны по годам: |
| 1901                                             | 1926                                             | 1931                                             | 1936                                             | 1948                                             |
| ------------------------------------------------ | ------------------------------------------------ | ------------------------------------------------ | ------------------------------------------------ | ------------------------------------------------ |
| 4700                                             | ↗17 500                                          | ↗24 300                                          | ↗27 300                                          | ↗41 200                                          |
| 1954                                             | 1987                                             | 1998                                             | 2008                                             |                                                  |
| ↗55 100                                          | ↘47 700                                          | ↗48 200                                          | ↗48 869                                          |                                                  |

## Промышленность
В 1964 году в г. Эль-Харраш был введён в строй небольшой нефтеперерабатывающий завод мощностью 2,7 млн т нефти в год (58 тыс. баррелей в день). Завод принадлежит и управляется алжирской нефтегазовой компанией Sonatrach. Нефть на НПЗ поступает по нефтепроводу из месторождения Хасси-Месауд. Завод производит моторное топливо и СНГ для местного рынка и прямогонный бензин и мазут на экспорт.